# Pancrates d'Alexandria
Pancrates o Pancraci (grec antic: Παγκρατης, Pankrates o Παγκράτιος, Pankratios) va ser un poeta d'Alexandria que va viure en temps de l'emperador Hadrià, i que per la seva amistat amb Antínous va rebre de l'emperador l'ofici d'encarregat del Museu d'Alexandria. L'esmenta Ateneu de Naucratis.
Uns papirs grecs mencionen un Pancrates o Parates, o Patxates, profeta egipci d'Heliòpolis que va mostrar a l'emperador Hadrià la força de la seva màgia, quan va fer emmalaltir a un personatge en dues hores, i el va matar en set, i enviant somnis a l'emperador, però segurament és un altre personatge. Llucià de Samòsata parla d'aquest profeta a l'obra Φιλοψευδής ('Filopseudes') i diu que s'afaitava el crani i anava vestit amb roba de lli, com els sacerdots egipcis. Tenia els llavis grossos i les cames primes. No parlava gaire bé el grec, i Llucià el qualifica d'«home diví». Es va estar 23 anys vivint en semi clausura als santuaris subterranis dels egipcis, on Isis li va transmetre els secrets de la màgia. Diu Llucià que quan arribava a un lloc per hostatjar-se agafava una escombra o un pal, el vestia i recitava una fórmula màgica de tres síl·labes, i el pal caminava i semblava un home. Aquest servidor li portava aigua, li feia el menjar i el cuidava. Quan ja no el necessitava, recitava una altra oració i recobrava la seva prma primitiva.